# 1985 na televisão
Nesta página encontram-se os fatos, estreias e términos sobre televisão que aconteceram durante o ano de 1985.

## Eventos

### Brasil

#### Janeiro
- 11–20 de janeiro — A Rede Globo transmite a 1.ª edição do Rock in Rio.
- 31 de janeiro — É inaugurada a TV Aperipê, afiliada da TVE Brasil em Aracaju, Sergipe.

#### Fevereiro
- 1.º de fevereiro — É inaugurada a TV Princesa d'Oeste, afiliada da REI em Campinas, São Paulo.

#### Março
- 10 de março — É inaugurada a TV Bahia, afiliada da Rede Manchete em Salvador, Bahia.
- 15 de março — As redes de televisão do Brasil realizam a cobertura da posse do vice-presidente José Sarney, ao vivo de Brasília, Distrito Federal, marcando simbolicamente o fim da ditadura militar brasileira e o início do período histórico conhecido como Nova República. Paralelamente, as emissoras também acompanham a repentina internação do presidente eleito Tancredo Neves no Hospital de Base do Distrito Federal, ocorrida na noite anterior para uma cirurgia de emergência, e os desdobramentos que ocorreram ao longo dos 37 dias seguintes, culminando em sua morte.[1]
- 29 de março — É inaugurada a TV Tribuna, afiliada do SBT em Vitória, Espírito Santo.

#### Abril
- 4 de abril — Na Rede Globo, o Globo Repórter ganha nova vinheta de abertura e grafismos.
- 21–24 de abril — Todas as redes de televisão do Brasil cancelam a maior parte de suas programações regulares para providenciar cobertura jornalística sobre a morte do presidente eleito Tancredo Neves, confirmada às 22h29 do dia 21 de abril pelo secretário de imprensa Antônio Britto, em coletiva no Instituto do Coração em São Paulo. Nos três dias que se seguiram, Rede Globo, SBT, Rede Bandeirantes, Rede Manchete, TV Cultura, TVE Brasil e outros canais de televisão pelo país transmitiram em pool de maneira quase ininterrupta os cortejos de milhões de pessoas e os funerais públicos do presidente, em São Paulo, Brasília e Belo Horizonte, até o seu sepultamento no cemitério da Igreja de São Francisco de Assis em São João del-Rei, Minas Gerais.[2][3]
- 25 de abril — É inaugurada a TV Timon, transmitindo experimentalmente a programação da Rede Bandeirantes em Timon, Maranhão.

#### Junho
- 8 de junho — O SBT exibe a 32.ª edição do Miss Brasil.

#### Julho
- 1.º de julho — A TV Brasília de Brasília, Distrito Federal deixa o SBT e torna-se afiliada à Rede Manchete. Por sua vez, a TV Nacional deixa a Rede Manchete e torna-se novamente afiliada à TVE Brasil.
- 26–28 de julho — A Rede Bandeirantes transmite ao vivo de São Paulo o festival São Paulo Rock Show e MPB.
- 27 de julho–9 de novembro — A Rede Globo promove o Festival dos Festivais.
- 28 de julho — A Rede Globo exibe um compacto do Live Aid, realizado em 13 de julho.

#### Agosto
- 1.º de agosto — É inaugurada a TV Minas, afiliada da Rede Manchete em Governador Valadares, Minas Gerais.
- 16 de agosto — A Rede Globo promove a campanha S.O.S Nordeste, embrião do Criança Esperança.
- 20 de agosto — Numa tentativa de neutralizar o crescimento de audiência do SBT com a exibição da minissérie Pássaros Feridos, a TV Globo prolonga a duração do Jornal Nacional e da telenovela Roque Santeiro, evitando que os telespectadores mudassem de canal. O SBT, no entanto, ficou no aguardo do final da telenovela exibindo como tapa-buraco, por cerca de 30 minutos, o desenho A Pantera Cor-de-Rosa, cumprindo uma promessa do apresentador Silvio Santos aos telespectadores de que a minissérie só iria ao ar quando a novela da Globo terminasse. Essa foi a primeira vez que uma rede utilizou uma estratégia direta de contraprogramação contra uma concorrente na televisão brasileira, e que com o passar dos anos, se repetiria diversas vezes.[4]

#### Setembro
- 20 de setembro — É inaugurada a TV Naipi, afiliada do SBT em Foz do Iguaçu, Paraná.

#### Novembro
- 9 de novembro — É inaugurada a TVE Bahia, afiliada da TVE Brasil em Salvador, Bahia.

### Estados Unidos

#### Junho
- 17 de junho — É fundada a Discovery Channel.

## Programas

### Brasil

#### Fevereiro
- 1.º de fevereiro — Termina Vereda Tropical na Rede Globo.
- 4 de fevereiro — Estreia Um Sonho a Mais na Rede Globo.
- 8 de fevereiro — Termina Final Feliz no Vale a Pena Ver de Novo na Rede Globo.
- 11 de fevereiro — Reestreia Elas por Elas no Vale a Pena Ver de Novo na Rede Globo.

#### Março
- 1.º de março — Termina Os Ricos Também Choram no SBT.
- 2 de março — Termina Jerônimo no SBT.
- 4 de março
  - Reestreia Chispita no SBT.
  - Reestreia Meus Filhos, Minha Vida no SBT.
- 8 de março — Termina Meus Filhos, Minha Vida no SBT.
- 11 de março
  - Estreia Lupita no SBT.
  - Estreia Jogo do Amor no SBT.
  - Estreia Tudo em Cima na Rede Manchete.
- 31 de março — A Rede Globo exibe o especial O Homem e a Máquina.

#### Abril
- 12 de abril
  - Termina Livre para Voar na Rede Globo.
  - Termina Tudo em Cima na Rede Manchete.
- 15 de abril — Estreia A Gata Comeu na Rede Globo.
- 22 de abril — Estreia O Tempo e o Vento na Rede Globo.
- 24 de abril — A Rede Manchete exibe o especial Tancredo, Uma Visão de Esperança.

#### Maio
- 3 de maio — Estreia Aventura Musical na Rede Globo.
- 17 de maio — Estreia Armação Ilimitada na Rede Globo.
- 27 de maio — Termina Joana na Rede Manchete.
- 31 de maio
  - Termina Viviana, em Busca do Amor no SBT.
  - Termina O Tempo e o Vento na Rede Globo.

#### Junho
- 1.º de junho — Termina Lupita no SBT.
- 3 de junho
  - Reestreia Cristina Bazán no SBT.
  - Estreia Angelito no SBT.
- 16 de junho — Estreia Cine Brasil na TV Cultura.
- 21 de junho — Termina Corpo a Corpo na Rede Globo.
- 24 de junho — Estreia Roque Santeiro na Rede Globo.
- 25 de junho — Termina Casa de Irene na Rede Bandeirantes.

#### Julho
- 1.º de julho
  - Estreia Sem Censura na TVE Rio de Janeiro.
  - Estreia da 9.ª temporada do Sítio do Picapau Amarelo na Rede Globo.
  - Estreia Antônio Maria na Rede Manchete.
  - Estreia Tamanho Família na Rede Manchete.
- 5 de julho — Termina Elas por Elas no Vale a Pena Ver de Novo na Rede Globo.
- 8 de julho — Reestreia Jogo da Vida no Vale a Pena Ver de Novo na Rede Globo.
- 18 de julho — Estreia Idéia Nova no SBT.
- 21 de julho — Estreia TV Informátika no SBT.
- 26 de julho — Termina a 9.ª temporada do Sítio do Picapau Amarelo na TV Globo.
- 29 de julho — Estreia Tenda dos Milagres na Rede Globo.

#### Agosto
- 2 de agosto
  - Termina Um Sonho a Mais na Rede Globo.
  - Termina Aventura Musical na Rede Globo.
- 3 de agosto — Termina Jogo do Amor no SBT.
- 5 de agosto
  - Estreia Vestibulando na TV Cultura.
  - Estreia Ti Ti Ti na Rede Globo.
  - Estreia Uma Esperança no Ar no SBT.
- 19 de agosto — Estreia Pássaros Feridos no SBT.
- 23 de agosto — Termina Pássaros Feridos no SBT.

#### Setembro
- 6 de setembro — Termina Tenda dos Milagres na Rede Globo.
- 14 de setembro — Termina Angelito no SBT.
- 27 de setembro — Termina Chispita no SBT.
- 28 de setembro — Termina Cristina Bazán no SBT.

#### Outubro
- 4 de outubro — Termina Meus Filhos, Minha Vida no SBT.
- 7 de outubro
  - Reestreia O Direito de Nascer no SBT.
  - Estreia Soledade no SBT.
- 11 de outubro — A Rede Globo exibe o especial A Era dos Halley.
- 14 de outubro — Reestreia Jerônimo no SBT.
- 18 de outubro — Termina A Gata Comeu na Rede Globo.
- 21 de outubro — Estreia De Quina pra Lua na Rede Globo.

#### Novembro
- 18 de novembro — Estreia Grande Sertão: Veredas na Rede Globo.
- 23 de novembro — Termina Antônio Maria na Rede Manchete.

#### Dezembro
- 20 de dezembro
  - A Rede Globo exibe o especial Uma Viagem ao Mundo da Fantasia.
  - Termina Grande Sertão: Veredas na Rede Globo.
- 27 de dezembro — A Rede Globo exibe o Roberto Carlos Especial.

### Japão

#### Fevereiro
- 2 de fevereiro — Estreia Dengeki Sentai Changeman (no Brasil: Esquadrão Relâmpago Chageman) na TV Asahi.

#### Março
- 15 de março — Estreia Kyojuu Tokusou Jaspion (no Brasil: Jaspion) na TV Asahi.

## Nascimentos
| Data           | Nome                    | Profissão                                 | Nacionalidade         | Observações | Ref |
| -------------- | ----------------------- | ----------------------------------------- | --------------------- | ----------- | --- |
| 3 de janeiro   | Chandelly Braz          | atriz                                     | Brasil                |             |     |
| 20 de janeiro  | Aretha Oliveira         | atriz                                     | Brasil                |             |     |
| 7 de fevereiro | Deborah Ann Woll        | atriz                                     | Estados Unidos        |             |     |
| 6 de fevereiro | Fernanda Bullara        | atriz e dubladora                         | Brasil                |             |     |
| 3 de abril     | Francis Helena Cozta    | atriz                                     | Brasil                |             |     |
| 7 de abril     | Ariela Massotti         | atriz                                     | Brasil                |             |     |
| 21 de abril    | Paloma Bernardi         | atriz, empresária, bailarina e radialista | Brasil                |             |     |
| 23 de abril    | Juliana Schalch         | atriz                                     | Brasil                |             |     |
| 28 de abril    | Brandon Baker           | ator                                      | Estados Unidos        |             |     |
| 7 de maio      | Erika Januza            | atriz                                     | Brasil                |             |     |
| 21 de maio     | Gisele Frade            | atriz                                     | Brasil                |             |     |
| 25 de maio     | Luciana Abreu           | atriz, apresentadora e cantora            | Portugal              |             |     |
| 29 de maio     | Blake Foster            | ator                                      | Estados Unidos        |             |     |
| 31 de maio     | Zoraida Gómez           | atriz e cantora                           | México                |             |     |
| 3 de junho     | Luiza Curvo             | atriz                                     | Brasil                |             |     |
| 12 de junho    | Dave Franco             | ator                                      | Estados Unidos        |             |     |
| 16 de junho    | Débora Nascimento       | atriz e modelo                            | Brasil                |             |     |
| 22 de junho    | Karla Cossío            | atriz                                     | México · Cuba (nasc.) |             |     |
| 2 de julho     | Ashley Tisdale          | atriz, cantora e compositora              | Estados Unidos        |             |     |
| 5 de julho     | Mariana Rios            | atriz e cantora                           | Brasil                |             |     |
| 18 de julho    | Vinícius de Oliveira    | ator                                      | Brasil                |             |     |
| 21 de julho    | Vanessa Lengies         | atriz                                     | Canadá                |             |     |
| 27 de julho    | Benedita Aires Pereira  | atriz                                     | Portugal              |             |     |
| 28 de julho    | Dustin Milligan         | ator                                      | Canadá                |             |     |
| 12 de agosto   | Renata del Bianco       | atriz                                     | Brasil                |             |     |
| 18 de agosto   | Anna Sophia Folch       | atriz                                     | Brasil                |             |     |
| 1 de setembro  | Max Fercondini          | ator                                      | Brasil                |             |     |
| 7 de setembro  | Luiza Valdetaro         | atriz                                     | Brasil                |             |     |
| 17 de setembro | Pedro Nercessian        | ator                                      | Brasil                |             |     |
| 10 de outubro  | Gabriela Lebron         | atriz                                     | Brasil                |             |     |
| 11 de outubro  | Michelle Trachtenberg   | atriz                                     | Estados Unidos        |             |     |
| 20 de outubro  | Jennifer Nicole Freeman | atriz                                     | Estados Unidos        |             |     |
| 21 de outubro  | Aisha Jambo             | atriz                                     | Brasil                |             |     |
| 4 de novembro  | Dani Moreno             | atriz                                     | Brasil                |             |     |
| 8 de novembro  | Jack Osbourne           | ator                                      | Inglaterra            |             |     |
| 17 de novembro | Rafael Cardoso          | ator                                      | Brasil                |             |     |
| 19 de novembro | Bianca Comparato        | atriz                                     | Brasil                |             |     |
| 19 de novembro | Maria Fernanda Malo     | atriz e cantora                           | México                |             |     |
| 3 de dezembro  | Amanda Seyfried         | atriz                                     | Estados Unidos        |             |     |
| 5 de dezembro  | Frankie Muniz           | ator                                      | Estados Unidos        |             |     |
| 6 de dezembro  | Dulce María             | atriz e cantora                           | México                |             |     |
| 10 de dezembro | Raven-Symoné            | atriz e cantora                           | Estados Unidos        |             |     |
| 17 de dezembro | Martín Ricca            | ator e cantor                             | Argentina             |             |     |
| 21 de dezembro | Jessica Athayde         | actriz                                    | Portugal              |             |     |

## Mortes
| Data           | Nome        | Profissão              | Nacionalidade  | Observações | Ref |
| -------------- | ----------- | ---------------------- | -------------- | ----------- | --- |
| 4 de fevereiro | Jesse Hibbs | diretor de cinema e TV | Estados Unidos | n. 1906     |     |